# Колесо смерті (цирковий номер)

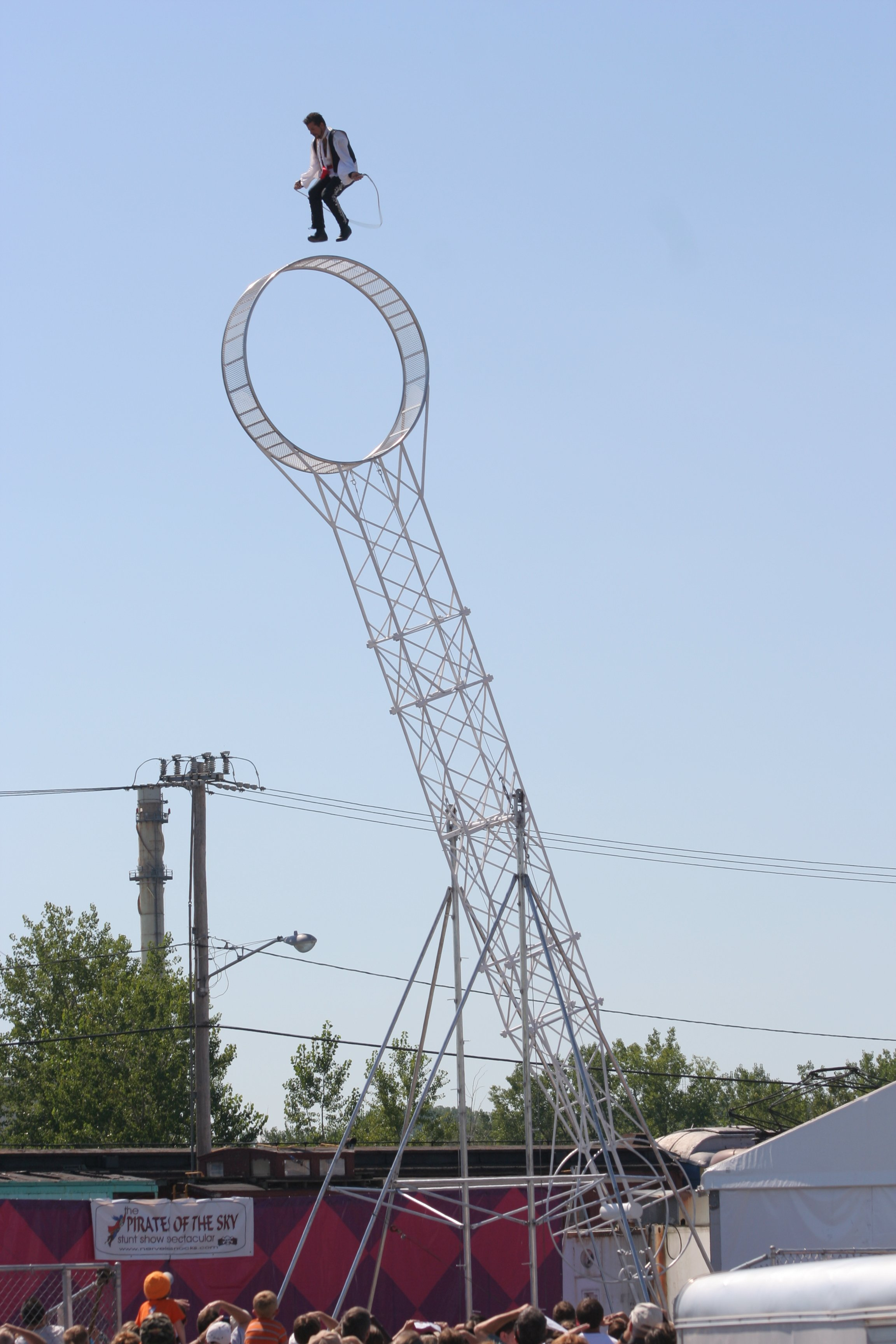
Колесо смерті в Нью-Йорку в 2008 році

Колесо смерті (Колесо мужності) — цирковий номер, що виконується на апараті Лапедула. Є найскладнішим і найнебезпечнішим цирковим номером, так як виконується на висоті без страхування.
Апарат Лапендула був придуманий у 1930-их роках південноамериканцем Лапенделосом і був удосконалений для виступів у цирку. Конструктивно він складається з двох або трьох коліс, що з'єднуються в один блок, який підвішується на висоті, і крутяться під час вистави. Самі колеса також крутяться навколо своєї осі. Висота підйому на таких колесах, в залежності від розміру лапендули, може бути більше 10 м.
Лапендулу розкручують артисти і заскакують в середину коліс. Дальше обертання апарату відбувається за рахунок зміни центру ваги переміщенням артистів всередині коліс. Артисти виконуються номери всередині і зовні коліс. Ці переміщення не дають змоги використати страхувальні лонжі. Через відсутність страхування виникали проблеми у циркових артистів Росії, яким циркові правила забороняли працювати без нього вище 4 м.